# 59-й меридіан східної довготи
59-й меридіан східної довготи — лінія довготи, що лежить на 59 градусів східніше Гринвіцького меридіана. Вона проходить від Північного полюса через Північний Льодовитий океан, Євразію, Індійський океан, Південний океан та Антарктиду до Південного полюса.
59-й меридіан східної довготи формує велике коло разом із 121-шим меридіаном західної довготи.

## Список географічних об'єктів, що перетинає 59° сх. д.
Починаючи на Північному полюсі та рухаючись до Південного полюса, 59-й меридіан східної довготи проходить через:
| Координати                                                 | Країна, територія або море | Примітки                                                                                        |
| ---------------------------------------------------------- | -------------------------- | ----------------------------------------------------------------------------------------------- |
| 90°0′ пн. ш. 59°0′ сх. д. / 90.000° пн. ш. 59.000° сх. д.  | Північний Льодовитий океан |                                                                                                 |
| 81°51′ пн. ш. 59°0′ сх. д. / 81.850° пн. ш. 59.000° сх. д. | Росія                      | Земля Франца-Йосифа — проходить через острови Рудольфа, Райнера, Вінер-Нойштадт, Галля та Сальм |
| 79°58′ пн. ш. 59°0′ сх. д. / 79.967° пн. ш. 59.000° сх. д. | Баренцове море             |                                                                                                 |
| 75°55′ пн. ш. 59°0′ сх. д. / 75.917° пн. ш. 59.000° сх. д. | Росія                      | Нова Земля — проходить через Північний острів                                                   |
| 74°20′ пн. ш. 59°0′ сх. д. / 74.333° пн. ш. 59.000° сх. д. | Карське море               |                                                                                                 |
| 70°27′ пн. ш. 59°0′ сх. д. / 70.450° пн. ш. 59.000° сх. д. | Росія                      | Проходить через острів Вайгач                                                                   |
| 69°54′ пн. ш. 59°0′ сх. д. / 69.900° пн. ш. 59.000° сх. д. | Печорське море             |                                                                                                 |
| 69°18′ пн. ш. 59°0′ сх. д. / 69.300° пн. ш. 59.000° сх. д. | Росія                      | Проходить через острів Довгий                                                                   |
| 69°17′ пн. ш. 59°0′ сх. д. / 69.283° пн. ш. 59.000° сх. д. | Печорське море             |                                                                                                 |
| 68°59′ пн. ш. 59°0′ сх. д. / 68.983° пн. ш. 59.000° сх. д. | Росія                      |                                                                                                 |
| 50°42′ пн. ш. 59°0′ сх. д. / 50.700° пн. ш. 59.000° сх. д. | Казахстан                  |                                                                                                 |
| 45°25′ пн. ш. 59°0′ сх. д. / 45.417° пн. ш. 59.000° сх. д. | Узбекистан                 |                                                                                                 |
| 42°31′ пн. ш. 59°0′ сх. д. / 42.517° пн. ш. 59.000° сх. д. | Туркменістан               |                                                                                                 |
| 37°37′ пн. ш. 59°0′ сх. д. / 37.617° пн. ш. 59.000° сх. д. | Іран                       |                                                                                                 |
| 25°25′ пн. ш. 59°0′ сх. д. / 25.417° пн. ш. 59.000° сх. д. | Оманська затока            |                                                                                                 |
| 23°8′ пн. ш. 59°0′ сх. д. / 23.133° пн. ш. 59.000° сх. д.  | Оман                       |                                                                                                 |
| 21°13′ пн. ш. 59°0′ сх. д. / 21.217° пн. ш. 59.000° сх. д. | Індійський океан           | Проходить східніше острова Масіра, Оман                                                         |
| 60°0′ пд. ш. 59°0′ сх. д. / 60.000° пд. ш. 59.000° сх. д.  | Південний океан            |                                                                                                 |
| 67°13′ пд. ш. 59°0′ сх. д. / 67.217° пд. ш. 59.000° сх. д. | Антарктида                 | Проходить через Австралійську антарктичну територію (претендує Австралія)                       |
| 67°20′ пд. ш. 59°0′ сх. д. / 67.333° пд. ш. 59.000° сх. д. | Південний океан            | Море Співдружності                                                                              |
| 67°23′ пд. ш. 59°0′ сх. д. / 67.383° пд. ш. 59.000° сх. д. | Антарктида                 | Проходить через Австралійську антарктичну територію (претендує Австралія)                       |